# Tennessee Tears
Tennessee Tears är en svensk countryduo från Åseda som består av Tilda Feuk och Jonas Hermansson. 

## Historik
Gruppen bildades 2014 och har turnerat i USA och Sverige. År 2022 var de förband på turnén "Havanna Tour" med Jill Johnson. Tennessee Tears skrev 2022 kontrakt med Johnsons och Maria Ljunggren Molins skivbolag Jimajomo Land AB.
Tennessee Tears medverkade i Melodifestivalen 2023 med låten "Now I Know", där de tävlande i deltävling 2 och tog sig till semifinalen, men gick inte till finalen. De är återigen med i Melodifestivalen 2025 och tävlar med låten "Yours" som de skrivit tillsammans med Gavin Jones och Pär Westerlund.

## Diskografi

### Singlar
- 2017: "I love you whatever" (Vandelay Industries AB).
- 2020: "Lucky tonight" (Vandelay Industries AB).
- 2021: "Man in the moon" (Vandelay Industries AB).
- 2022: "Do you still think of me" (Jimajomo Land AB).
- 2023: "Head over heels" (Jimajomo Land AB).

## Melodifestivalen
- 2023: "Now I Know" (skriven av Tilda Feuk, Jonas Hermansson, Thomas Stengaard och Anderz Wrethov).[1]
- 2025: "Yours" (skriven av Tilda Feuk, Jonas Hermansson, Pär Westerlund och Gavin Jones).[4]